# Pierre Weiss (Politiker)

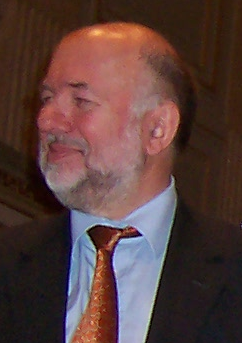
Pierre Weiss in 2009

Pierre Weiss (* 14. Februar 1952 in Genf; † 24. April 2015) war ein Schweizer Politiker (FDP.Die Liberalen).

## Biografie
Pierre Weiss studierte an der Universität Genf und erwarb ein Lizenziat in Soziologie, ein Lizenziat und Diplom in Politikwissenschaften sowie einen Doktorgrad in Wirtschafts- und Sozialwissenschaften. Von 1974 bis 1981 wirkte er dort als Assistent und zwischen 1981 und 1986 war er Professor an der Universität Genf. Danach wirkte er als Teilzeit-Dozent. 
Im Jahr 1986 trat er in den Verband der französischsprachigen Unternehmen in Genf (Fédération des entreprises romandes Genève) ein als Direktor der Abteilung Dokumentation und Kommunikation. Von 1998 bis 2000 war er Chronist der Zeitung Le Temps und zwischen 1992 und 2002 übte er die Funktion des Generalsekretärs von Swissmetro aus. 
Weiss war verheiratet und Vater von drei erwachsenen Kindern. Er besass ebenso die italienische Staatsbürgerschaft, die er sich durch Heirat erworben hatte.

## Politik
2001 wurde Weiss für die Liberale Partei der Schweiz (LPS) in den Genfer Grossrat gewählt. Zwischen 2005 und 2007 übernahm er dort die Präsidentschaft der Liberalen Fraktion. Er war Mitglied in verschiedenen Kommissionen. Zweimal scheiterte er bei der Wahl in den Nationalrat. 
Auf nationaler Ebene wurde Pierre Weiss bereits Vizepräsident der LPS von 2002 bis 2005. 2005 wurde er zum politischen Führer der Union der Freisinnigen und Liberalen gewählt und am 15. März 2008 wurde er schliesslich zum Präsidenten der LPS gewählt. Von 2009 bis 2012 war er Vizepräsident der Nachfolgepartei FDP.Die Liberalen.
Weiss war Vizepräsident der LICRA-Genf, einer Sektion der Nichtregierungsorganisation Ligue Internationale Contre le Racisme et l’Antisémitisme. 